# Pelourinho de Angeja
O Pelourinho de Angeja é um pelourinho localizado no Largo da República, na freguesia de Angeja, no município de Albergaria-a-Velha, distrito de Aveiro, em Portugal.
Encontra-se classificado como Imóvel de Interesse Público pelo Decreto nº 23.122 de 11 de outubro de 1933.

## História
Foi reconstruído em 1902, data inscrita no seu pedestal. Desconhece-se se alguns dos seus elementos são uma edificação anterior do pelourinho.

## Características
Constitui-se em um pelourinho de bloco, elevando-se sobre dois degraus. Apresenta uma plataforma paralelepipédica e, na base da coluna, indicado o ano de 1902. O fuste cilíndrico apresenta capitel em anel, o remate é formado por um bloco quadrangular com friso nas extremidades e decorado nas suas faces com as armas nacionais e a esfera armilar encimada pela Cruz de Cristo.